# Grand Blue
Grand Blue (ぐらんぶる Guranburu?), también conocida como Grand Blue Dreaming, es una serie de manga escrita por Kenji Inoue e ilustrada por Kimitake Yoshioka. Ha sido serializada en la revista de manga seinen, Good! Afternoon, de la editorial Kodansha desde abril de 2014 y ha sido recopilada en veinticuatro volúmenes tankōbon. Una adaptación a serie de anime producida por el estudio Zero-G fue transmitida desde el 14 de julio al 29 de septiembre de 2018 en el bloque de programación Animeism de MBS TV.

## Argumento
Iori Kitahara se prepara para comenzar su vida universitaria en la península de Izu, hospedándose en una habitación arriba de la tienda de buceo "Grand Blue" de su tío. Sin embargo, se sorprende cuando conoce al Club de Buceo local, un grupo lleno de hombres aficionados que pasan más tiempo bebiendo, divirtiéndose y desnudándose que buceando. A pesar de sus intentos de distanciarse del grupo, Iori se ve arrastrado rápidamente a sus travesuras, mientras sus primas tratan de mostrarle las maravillas del buceo en el océano.

## Personajes
Iori Kitahara (北原 伊織 Kitahara Iori?)
Seiyū: Yūma Uchida
El protagonista principal, un estudiante de primer año de Ingeniería Mecánica en la Universidad de Izu que nunca aprendió a nadar, a pesar de ser parte del club de buceo. Aunque inicialmente intenta vivir una vida normal, Iori sigue siendo arrastrado a las actividades del Club de Buceo "Peek a Boo" que a menudo terminan con él borracho y desnudo. Iori tiene una sorprendente habilidad para jugar tenis y otras actividades que involucran objetivos precisos. El al principio no quería tener una relación con Chisa porque no quería tener problemas con sus amigos pero luego lo acepta.
Chisa Kotegawa (古手川 千紗 Kotegawa Chisa?)
Seiyū: Chika Anzai
La prima y compañera de clase de Iori en la Universidad de Izu. En comparación con la mayoría de los demás en Peek a Boo, Chisa es la más sensata y rara vez es parte del grupo, y prefiere concentrarse en sus estudios y el buceo. Ella finge tener una relación con Iori para que los chicos lo dejen en paz.
Toshio Kotegawa (古手川 登志夫 Kotegawa Toshio?)
Seiyū: Shinji Kawada
El dueño de la tienda de buceo Grand Blue y el tío de Iori, así como el padre de Chisa y Nanaka.
Nanaka Kotegawa (古手川 奈々華 Kotegawa Nanaka?)
Seiyū: Maaya Uchida
Una voluptuosa mujer e instructora de buceo en Grand Blue que observa principalmente las travesuras del club de buceo. Ella está secretamente enamorada de Chisa, a pesar de ser su hermana, pero luego se supo que es algo platónico y admitió que si Iori y Chisa estuvieran juntos los apoyaría.
Kōhei Imamura (今村 耕平 Imamura Kōhei?)
Seiyū: Ryōhei Kimura
El principal rival/amigo y compañero de clase de Iori. Kohei es un otaku incondicional que a menudo usa camisetas con su personaje favorito en ellas. Llegó a la universidad para perseguir su casi imposible sueño de manejar un harem de chicas lindas de secundaria. Él termina atrapado en Peek a Boo y es fácilmente manipulado a través de su amor por los seiyū famosos. Más tarde se obsesiona con la hermana pequeña de Iori, el también está enamorado y admira a Kaya Mizuki.
Shinji Tokita (時田 信治 Tokita Shinji?)
Seiyū: Hiroki Yasumoto
Un estudiante senior en Izu y miembro de Peek a Boo que a menudo emborracha y desnuda a otros miembros del club. Al parecer tiene novia, pero no se la ha mostrado.
Ryūjirō Kotobuki (寿 竜次郎 Kotobuki Ryūjirō?)
Seiyū: Katsuyuki Konishi
Un estudiante senior en Izu y miembro de Peek a Boo que a menudo emborracha y desnuda a otros miembros del club. También trabaja como camarero profesional a tiempo parcial.
Azusa Hamaoka (浜岡 梓 Hamaoka Azusa?)
Seiyū: Toa Yukinari
Una estudiante senior del Colegio de Mujeres Oumi y miembro de Peek a Boo que a menudo hace fiestas con los otros miembros senior, a pesar de ser una de las pocas mujeres en el club. Azusa también admite ser bisexual, al sentirse atraída tanto por Tokita como por Nanaka, y piensa erróneamente que Iori se siente atraído sexualmente por Kohei, también siente cierta atracción Y aprecio hacia Iori.
Aina Yoshiwara (吉原 愛菜 Yoshiwara Aina?)
Seiyū: Kana Asumi
Una estudiante de primer año del Colegio de Mujeres Oumi y miembro junior del Club de Tenis "Tinkerbell". Es apodada "Cakey" debido a la gran cantidad de maquillaje que se pone en la cara en un intento por ser más popular entre los chicos. Aina más tarde se une a Peek a Boo después de que Iori y Kohei la defiendan. Sin su maquillaje, Aina es mucho más amable y, a menudo, desempeña el papel tsukkomi en las locas travesuras a su alrededor, ella luego desarrolla sentimientos románticos por Iori luego que el la aceptara como es.
Captain Kudō (工藤会長 Kudō-kaichō?)
Seiyū: Jun Fukuyama
El Capitán del Club de Tenis "Tinkerbell" y un hermoso joven que se siente atraído por Azusa.
Kaya Mizuki (水木 カヤ Mizuki Kaya?)
Seiyū: Nana Mizuki
Famosa actriz de voz e idol que es adorada por Kohei.
Hajime Nojima (野島 元 Nojima Hajime?)
Seiyū: Takuya Eguchi
Uno de los compañeros de clase de Iori en la Universidad de Izu. Un playboy de estilo propio que en gran medida no logra atraer a ningún amante.
Shinichirō Yamamoto (山本 信一郎 Yamamoto Shin'ichirō?)
Seiyū: Junya Enoki
Uno de los compañeros de clase de Iori en la Universidad de Izu. Increíblemente contundente en su deseo de encontrar una novia.
Kenta Fujiwara (藤原 健太 Fujiwara Kenta?)
Seiyū: Robert Waterman
Uno de los compañeros de clase de Iori en la Universidad de Izu. Un hombre musculoso que está celoso de que Iori supuestamente reciba el afecto de Chisa.
Yū Mitarai (御手洗 優 Mitarai Yū?)
Seiyū: Natsuki Hanae
Uno de los compañeros de clase de Iori en la Universidad de Izu. A diferencia de la mayoría de los demás, Yu está en una relación con su amiga de la infancia Rie, que sus amigos intentan sabotear inmediatamente una vez que se enteran.
Shiori Kitahara (北原 栞 Kitahara Shiori?)
La hermana pequeña de Iori, una estudiante de tercer año de secundaria que a menudo camina con un kimono antiguo. Ella finge mostrar afecto a Iori mientras intenta secretamente moldearlo para que se haga cargo del ryokan de su familia para que ella no tenga que hacerlo, ya que su padre confía más en ella.

## Contenido de la obra

### Manga
A partir del 6 de abril de 2023, el manga ha sido publicado por Kodansha en veinticuatro volúmenes de tankōbon. Kodansha USA está publicando la serie digitalmente en inglés bajo el nombre de Grand Blue Dreaming con veintiuno volúmenes publicados a partir del 11 de febrero de 2025. Planeta Cómic obtuvo la licencia en España.

#### Lista de volúmenes
| Volúmenes de manga publicados | Volúmenes de manga publicados | Volúmenes de manga publicados | Volúmenes de manga publicados | Volúmenes de manga publicados |
| Número                        | Fecha de publicación          | ISBN                          | Fecha de publicación          | ISBN                          |
| ----------------------------- | ----------------------------- | ----------------------------- | ----------------------------- | ----------------------------- |
| 1                             | 7 de noviembre de 2014        | ISBN 978-4-06-387990-2        | 30 de noviembre de 2022       | ISBN 978-84-1140-130-2        |
| 2                             | 5 de diciembre de 2014        | ISBN 978-4-06-388018-2        | 22 de febrero de 2023         | ISBN 978-84-1140-265-1        |
| 3                             | 7 de abril de 2015            | ISBN 978-4-06-388053-3        | 22 de marzo de 2023           | ISBN 978-84-1140-266-8        |
| 4                             | 7 de septiembre de 2015       | ISBN 978-4-06-388081-6        | 26 de abril de 2023           | ISBN 978-84-1140-267-5        |
| 5                             | 5 de febrero de 2016          | ISBN 978-4-06-388115-8        | 24 de mayo de 2023            | ISBN 978-84-1140-268-2        |
| 6                             | 5 de agosto de 2016           | ISBN 978-4-06-388164-6        | 5 de julio de 2023            | ISBN 978-84-1140-269-9        |
| 7                             | 7 de diciembre de 2016        | ISBN 978-4-06-388220-9        | 13 de septiembre de 2023      | ISBN 978-84-1140-270-5        |
| 8                             | 7 de abril de 2017            | ISBN 978-4-06-388249-0        | 3 de abril de 2024            | ISBN 978-84-1140-271-2        |
| 9                             | 6 de octubre de 2017          | ISBN 978-4-06-388290-2        | 12 de junio de 2024           | ISBN 978-84-1140-272-9        |
| 10                            | 7 de marzo de 2018            | ISBN 978-4-06-511096-6        | 9 de octubre de 2024          | ISBN 978-84-1140-273-6        |
| 11                            | 6 de julio de 2018            | ISBN 978-4-06-511979-2        | 15 de enero de 2025           | ISBN 978-84-1161-662-1        |
| 12                            | 22 de noviembre de 2018       | ISBN 978-4-06-513447-4        | 11 de junio de 2025           | ISBN 978-84-1161-890-8        |
| 13                            | 5 de junio de 2019            | ISBN 978-4-06-516238-5        | —                             | —                             |
| 14                            | 22 de noviembre de 2019       | ISBN 978-4-06-517557-6        | —                             | —                             |
| 15                            | 22 de mayo de 2020            | ISBN 978-4-06-519480-5        | —                             | —                             |
| 16                            | 20 de noviembre de 2020       | ISBN 978-4-06-521417-6        | —                             | —                             |
| 17                            | 5 de agosto de 2021           | ISBN 978-4-06-524292-6        | —                             | —                             |
| 18                            | 7 de marzo de 2022            | ISBN 978-4-06-527041-7        | —                             | —                             |
| 19                            | 5 de agosto de 2022           | ISBN 978-4-06-528768-2        | —                             | —                             |
| 20                            | 6 de abril de 2023            | ISBN 978-4-06-531329-9        | —                             | —                             |
| 21                            | 5 de octubre de 2023          | ISBN 978-4-06-533089-0        | —                             | —                             |
| 22                            | 5 de abril de 2024            | ISBN 978-4-06-535017-1        | —                             | —                             |
| 23                            | 7 de octubre de 2024          | ISBN 978-4-06-537098-8        | —                             | —                             |
| 24                            | 7 de abril de 2025            | ISBN 978-4-06-538970-6        | —                             | —                             |
| 25                            | 7 de outubro de 2025          | —                             | —                             | —                             |

### Anime
Una adaptación a serie de anime fue anunciada el 7 de marzo en el cuarto número de 2018 de la revista Good! Afternoon. La serie de anime está escrita y dirigida por Shinji Takamatsu, con Takamatsu también manejando la dirección del sonido; Zero-G produjo la animación y Hideoki Kusama diseñó los personajes. Se emitió desde el 14 de julio hasta el 29 de septiembre de 2018, y se transmitió en el bloque de programación Animeism de MBS TV, TBS, BS-TBS, AT-X. La serie también se transmite exclusivamente en Amazon Video en todo el mundo. El tema de apertura titulado "Grand Blue" es interpretado por Shōnan no Kaze, mientras que el tema final titulado "Konpeki no al Fine" (紺 碧 の ィ ル・フ ィ ー ネ) es interpretado por Izu no Kaze (un grupo formado por Yūma Uchida, Ryōhei Kimura, Hiroki Yasumoto y Katsuyuki Konishi). La serie tuvo 12 episodios. Crunchyroll adquirió los derechos de transmisión de la serie después de que Amazon Prime Video los perdiera.
El 29 de septiembre de 2024 se anunció una segunda temporada. Shinji Takamatsu regresa como director y guionista, Yukari Hashimoto sustituye a Manual of Errors encargandose de la música, Liber se une a Zero-G como estudio de animación y el resto del personal regresa en sus roles. Se estrenó el 8 de julio de 2025 en Tokyo MX y BS11, y también se emite en MBS. El tema de apertura es "Seishun Towa" (青春永遠?), interpretado por Shōnan no Kaze.

### Película
Warner Bros. anunció la adaptación del anime a una película de imagen real que estará dirigido por Tsutomu Hanabusa. Su estreno se producirá el 29 de mayo de 2020.